# Christmas in Jamaica
Christmas in Jamaica è un singolo discografico della cantante statunitense Toni Braxton, pubblicato nel 2001.

## Il brano
Il brano è stato scritto da Toni Braxton, Donnie Scantz, Keri Lewis, Orville Burrell, Craig Love e Dave Kelly. Esso vede la partecipazione del cantante giamaicano Shaggy ed è stato estratto dal quarto album in studio di Toni Braxton, l'album natalizio Snowflakes.

## Tracce
- CD Singolo (USA)

1. Christmas in Jamaica (Remix) – 3:39
2. Christmas in Jamaica (Radio Edit) – 4:01
3. Christmas in Jamaica (Remix Instrumental) – 3:38
4. Christmas in Jamaica (Radio Edit Instrumental) – 4:00